# Lista de filmes portugueses de 1977
Lista de filmes portugueses de longa-metragem lançados comercialmente em Portugal em 1977, nas salas de cinema.
Notas: Na secção coprodução, passando o cursor sobre a bandeira aparecerá o nome do país correspondente.
| # | Filme                                                  | Realização              | Género        | Estreia       | Coprodução |
| - | ------------------------------------------------------ | ----------------------- | ------------- | ------------- | ---------- |
| 1 | Continuar a Viver - Os Índios da Meia-Praia            | António da Cunha Telles | Documentário  | 25 de abril   | —          |
| 2 | Os Demónios de Alcácer Quibir                          | José Fonseca e Costa    | Drama         | 9 de abril    | —          |
| 3 | El Espiritista                                         | Augusto Fernando        | Drama         | 2 de setembro | Espanha    |
| 4 | O Explicador de Matemática                             | Courinha Ramos          | Comédia       | 12 de agosto  | —          |
| 5 | O Rico, O Camelo e O Reino ou O Princípio da Sabedoria | António de Macedo       | Fantástico    | 9 de dezembro | —          |
| 6 | As Ruínas no Interior                                  | José de Sá Caetano      | Drama, guerra | 21 de outubro | —          |